# Vincenzo Zubranić
Vincenzo Zubranić (* 28. Januar 1802 in Boscanuova, Istrien, damals Kaisertum Österreich; † 15. November 1870 in Dubrovnik) war ein römisch-katholischer Priester und Bischof von Dubrovnik.

## Leben
Vincenzo Zubranić wurde am 13. März 1825 zum Diakon und am 20. März 1825 zum Priester geweiht.
Mit kaiserlichem Dekret vom 14. Dezember 1853 wurde er zum Bischof von Kotor ernannt. Diese Ernennung bestätigte Papst Pius IX. am 7. April 1854. Konsekriert wurde er am 15. Oktober 1854 durch den Bischof von Dubrovnik, Toma Jedrlinić. Am 29. Januar 1856 ernannte ihn Kaiser Franz Joseph I. zum Bischof von Dubrovnik; dies wiederum bestätigte Papst Pius IX. am 19. Juni 1856. Als Bischof von Dubrovnik war er, gemäß apostolischem Schreiben vom 12. September 1839 von Papst Gregor XVI. auch Apostolischer Administrator des Bistums Trebinje-Mrkan. Er war Konzilsvater des Ersten Vatikanischen Konzils. 
Zubranić starb im Alter von fast neunundsechzig Jahren, im sechsundvierzigsten Priesterjahr und 16 Jahre im Bischofsamt, in Dubrovnik und wurde dort auch beigesetzt.